# Coignières
Coignières là một xã của Pháp, nằm ở tỉnh Yvelines trong vùng Île-de-France.
Người dân ở đây trong tiếng Pháp gọi là Coigniériens.
Xã Coignières có cự ly khoảng 18 km về phía tây nam de Versailles. Các xã giáp ranh là: Maurepas về phía bắc, Mesnil-Saint-Denis và Lévis-Saint-Nom về phía đông, Essarts-le-Roi về phía nam, Saint-Rémy-l'Honoré về phía tây.